# 지몬 비젠탈 센터

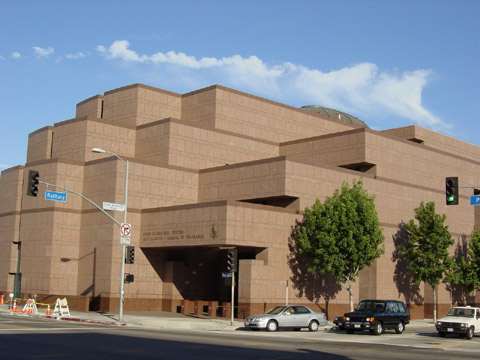
지몬 비젠탈 센터 (2001년)

지몬 비젠탈 센터(영어: Simon Wiesenthal Center, SWC)는 1977년에 설립된 유대인 인권 단체로 유대인 대학살 연구와 기억, 나치 전범 사냥, 반유대주의 투쟁, 관용 교육, 이스라엘 방어, 관용 박물관 등으로 알려져 있다.
이 센터는 공공 및 민간 기관들과 긴밀한 관계를 맺고 있으며, 정기적으로 미국 및 외국 정부의 선출된 공무원들과 외교관 및 국가 원수들과 만난다. 그것은 유엔, 유네스코 및 유럽 평의회에서 비정부 기구 (NGO)로 인가되었다.
이 센터는 계절 잡지인 인모션을 발행한다.
이 센터는 나치 사냥꾼인 지몬 비젠탈을 기리기 위해 이름 지어졌다. 비젠탈은 그것의 이름을 짓는 것 외에는 그것의 운영이나 활동과 아무런 관련이 없었지만, 그는 그것을 지지했다. "저는 제 일생 동안 많은 훈장을 받았습니다"라고 비젠탈은 말했다. "제가 죽으면, 이 훈장들은 저와 함께 죽을 것입니다. 하지만 사이먼 비젠탈 센터는 저의 유산으로 계속 살 것입니다."